# Shanola Hampton
Shanola Hampton (Charleston, 27 maggio 1977) è un'attrice statunitense, nota soprattutto per la sua interpretazione di Veronica Fisher nella serie televisiva Shameless e di Gaby Mosley nella serie televisiva Found.

## Biografia
Shanola Hampton è nata nel 1977 a Charleston e cresciuta a Summerville.  Figlia di un pastore e di un’agente dell IRS. Shanola ha 4 sorelle. 
È laureata in teatro presso la Winthrop university e ha un Master of Fine Arts in recitazione alla University of Illinois at Urbana-Champaign.

## Filmografia

### Cinema
- Electra Woman and Dyna Girl, corto TV, regia di David Grossman (2001)
- Notoriety, regia di Reyna Rosenshein – cortometraggio (2002)
- Girls' Lunch, regia di Nathan Foulger – cortometraggio (2004)
- Provaci ancora Ethan (The Mostly Unfabulous Social Life of Ethan Green), regia di George Bamber (2005)
- The Hanged Man, regia di Neil H. Weiss (2007)
- Ancora tu! (You Again), regia di Andy Fickman (2010)
- Things Never Said, regia di Charles Murray (2013)
- Suburban Gothic, regia di Richard Bates Jr. (2014)
- Always Worthy, regia di Marianna Palka (2015)
- Forever, regia di Tatia Pilieva (2015)
- A Cold Hard Truth, regia di Charles Murray (2019)
- Through the Glass Darkly, regia di Lauren Fash (2020)
- Illusioni mortali, regia di Anna Elizabeth James (2021)

### Televisione
- Popular – serie TV, episodio 2x16 (2001)
- Reba – serie TV, episodio 1x05 (2001)
- Squadra Med - Il coraggio delle donne (Strong Medicine) – serie TV, episodio 3x09 (2002)
- Related – serie TV, 5 episodi (2005-2006)
- More, Patience, regia di Arlene Sanford – film TV (2006)
- Pepper Dennis – serie TV, episodio 1x12 (2006)
- Miami Medical – serie TV, 7 episodi (2010)
- Shameless – serie TV, 134 episodi (2011-2021)
- Criminal Minds – serie TV, episodio 7x20 (2012)
- Stalker – serie TV, episodio 1x19-1x20 (2014)
- Found – serie TV (2023-2025)

## Vita Privata
Shanola è sposata con Daren Dukes dal marzo del 2000. 
La coppia ha due figli: Cai MyAnna (2014) e Daren O.C (2016)

## Doppiatrici italiane
Nelle versioni in italiano delle opere in cui ha recitato, Shanola Hampton è stata doppiata da:
- Rossella Acerbo[1] in Shameless[2], Criminal Minds[3]
- Perla Liberatori in Provaci ancora Ethan
- Elena Liberati[4] in Miami Medical[5]
- Eleonora Reti in Found